# Rue de Montalembert
Rue de Montalembert är en gata i Quartier Saint-Thomas-d'Aquin i Paris sjunde arrondissement. Gatan är uppkallad efter den franske politikern och historikern Charles de Montalembert (1810–1870). Rue de Montalembert börjar vid Rue Sébastien-Bottin 2 och slutar vid Rue du Bac 31–41.

## Omgivningar
- Saint-Thomas-d'Aquin
- Place Saint-Thomas-d'Aquin
- Impasse de Valmy
- Rue Sébastien-Bottin
- Boulevard Saint-Germain
- Rue de Gribeauval

## Bilder
| - Gatuskylt. - Saint-Thomas-d'Aquin. - Rue Sébastien-Bottin. |

## Kommunikationer
- Tunnelbana – linje  – Rue du Bac
- Busshållplats Rue du Bac – René Char – Paris bussnät

### Webbkällor
- ”Rue de Montalembert”. Mairie de Paris. https://web.archive.org/web/20160303172748/http://www.v2asp.paris.fr/commun/v2asp/v2/nomenclature_voies/Voieactu/6378.nom.htm. Läst 7 november 2023.
- ”Rue de Montalembert (7ème arrondissement)”. Les rues de Paris. https://web.archive.org/web/20160418202108/http://www.parisrues.com/rues07/paris-07-rue-montalembert.html. Läst 7 november 2023.